# Manuel José Gonçalves Couto
Pour les articles homonymes, voir Couto.
Manuel José Gonçalves Couto (Telões, Vila Pouca de Aguiar, 1819 — Telões, 1897) était un prêtre catholique, prédicateur itinérant et écrivain portugais.
Ordonné prêtre dans une période mouvementée de l’histoire du Portugal, marquée notamment par des mesures anti-cléricales, il n’eut jamais charge de paroisse, et préféra, dans le cadre des dénommées missions populaires, se consacrer à la prédication itinérante, parcourant ainsi tout le nord du pays. Lesdites missions populaires, que Manuel Couto contribua à ressusciter dans le Portugal du XIXe siècle, consistaient en quinzaines de prêches, sermons, instructions, oraisons, etc., se déroulant selon un schéma prédéfini et se clôturant par une eucharistie collective et une confession générale. L’ouvrage qu’il rédigea et fit publier en 1854, A Missão Abreviada, destiné à servir de manuel pour les missions et à en pérenniser le fruit au-delà de la seule quinzaine, connut de multiples rééditions et fut diffusé dans tout le monde lusophone.

## Biographie

### Jeunes années
Manuel José Gonçalves Couto naquit le 1er août 1819 à Zimão, hameau appartenant à la paroisse civile (freguesia) de Telões, laquelle à son tour appartient à la municipalité de Vila Pouca de Aguiar, dans la sous-région du Haut Trás-os-Montes. Il était le sixième d’une fratrie de dix enfants que l’agriculteur José António Dias et sa femme Maria José Gonçalves portèrent successivement sur les fonts baptismaux de l’église Saint-André de Telões.
Il grandit au sein d’une famille pieuse et de bonne pratique chrétienne, et balbutia en famille ses premières prières. Ses parents, conjointement avec d’autres habitants du hameau, s’occupaient avec zèle de la chapelle située dans la petite localité. Témoin aussi de la piété du couple, le fait qu’il choisit un prêtre catholique pour parrain de leur premier enfant mâle, né en 1810, en songeant sans doute à faire de ce garçon un futur prêtre ; en effet, dans les familles rurales, en particulier dans le nord du Portugal, il était hautement désirable qu’un des fils devienne prêtre, et un tel parrainage devait favoriser ce dessein.
Il fut témoin des premiers pas que son frère aîné, Antônio José, fit sur la voie du sacerdoce (assister le curé, servir à l’autel, etc.) et des études auxquelles il se consacrait. Il avait 4 ans lorsque son frère, âgé de 13 ans, « pour mieux servir Dieu et aider le révérend père curé », subit en 1823 sa première tonsure et se vit remettre les ordres mineurs.
C’est du même curé que Manuel Couto reçut ses premiers rudiments dans les lettres. Il accomplit ses études primaires sur ses terres natales, fréquentant les cours tels qu’on les y donnait alors, et qui allaient imprégner son style d’écriture et sa façon de prêcher.
La décennie 1830 au Portugal voit l’adoption d’une série de mesures « libérales », notamment anticléricales. En particulier, avec les décrets d’extinction des dîmes et des fors (forais), les séminaires n’eurent d’autre choix, faute de ressources matérielles, que de fermer leurs portes. De surcroît, un décret d’août 1833, qui interdisait toute admission dans les ordres sacrés, interrompit le parcours de son frère Antônio, qui était pourtant près de terminer ses études de prêtre. Les deux frères durent attendre l’année 1837, où le décret de 1833 fut révoqué par les Cortes générales et constituantes, grâce à quoi Antônio put enfin, en 1839, être ordonné prêtre (son frère Manuel Couto avait alors 20 ans). En 1840, à la faveur d’une intervention apaisante du gouvernement, le séminaire de Braga, réorganisé, fut en mesure de reprendre ses activités.

### Prêtre à Telões

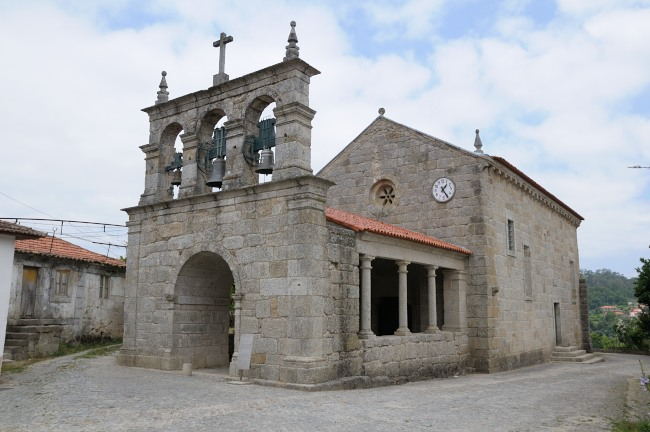
Église Saint-André de Telões.

En novembre 1843, Manuel Couto reçut sa première tonsure et les ordres mineurs, et le 21 décembre 1844, à l’âge de 25 ans, il se vit conférer l’ordination presbytérale à Braga, des mains de son archevêque monseigneur Pedro Paulo de Figueiredo da Cunha e Mello, qui sera l’année suivante élevé à la dignité de cardinal.
Après son ordination, Manuel Couto s’en retourna à Telões pour y entamer son apostolat, et emménagea dans la maison sise en face de sa maison natale et que ses grands-parents maternels avaient fait construire au moment où ses parents étaient sur le point de se marier. Il y habitera jusqu’à sa mort.
En 1845, il fit à nouveau un séjour à Braga, en vue cette fois de son habilitation, c’est-à-dire afin d’acquérir le droit de prêcher et de confesser. Alors qu’il se préparait à cette épreuve, il apprit l’existence d’un mouvement qui commençait alors à prendre forme, dont l’initiateur était João Manuel de Sousa Teixeira, et qui s’efforçait de mettre sur pied des équipes de prédication à l’effet d’organiser des missions populaires, dites alors missions apostoliques, missions évangéliques ou encore missions saintes. Manuel Couto décida de prendre contact avec eux et se sentit bientôt une vocation de prédicateur de missions. Cependant, selon un rapport, sa hiérarchie l’avait jugé particulièrement apte au sacerdoce paroissial.

### Prédicateur itinérant
La part la plus importante de son travail de prêtre sera désormais la prédication et la confession, activités auxquelles il se consacre avec toute son énergie, faisant dans ce but équipe avec d’autres missionnaires. L’accomplissement de missions populaires amènera Manuel Couto à parcourir nombre de localités dans le nord du Portugal, ce qui lui vaudra le surnom d’apôtre de Trás-os-Montes. Faute de prêtres formés dans les ordres religieux, ceux-ci ayant été supprimés par décret libéral, la rénovation de l’évangélisation avait certes grand besoin, au Portugal, d’hommes libres et disponibles. 
En tant qu’issu d’une famille d’agriculteurs nantis, Manuel Couto possédait du bien, mais vécut pauvre et dans le renoncement, n’ayant qu’une seule préoccupation : prêcher la bonne parole en prédicateur itinérant. Il n’aspira jamais à une fonction ecclésiastique ni n’eut jamais de paroisse à sa charge. Il se déplaçait par les campagnes d’une localité à l’autre, prêchant des missions qui en règle générale se prolongeaient pendant quinze jours d’affilée par lieu visité. Il ne s’agissait pas d’une prédication de type général, sporadique et dispersée, mais d’une prédication systématique et exigeante. La confession était intimement liée à l’activité de missionnaire prêcheur et Couto s’y consacra avec un total dévouement ; il lui advenait de confesser pendant une journée entière, voire aussi la nuit, parfois pendant un total de 16 heures consécutives.
À la fin de sa vie, quand les forces commencèrent à lui manquer, il se fit chapelain du couvent de Notre-Dame-de-la-Conception à Chaves, lequel, en dépit de la loi d’abolition des ordres religieux, avait gardé trois religieuses.
Il mourut dans le hameau où il vit le jour, dans une maison située en face de sa maison natale, le 17 septembre 1897, et fut inhumé dans le petit cimetière de Telões.
Selon la tradition orale locale, Manuel Couto avait vécu comme il prêchait : détaché des choses de ce monde, très sobre dans son manger, se contentant souvent d’un bol de bouillon, et pour dormir se servant d’une pierre comme oreiller. Des miracles lui ont également été attribués.

## Missão Abreviada

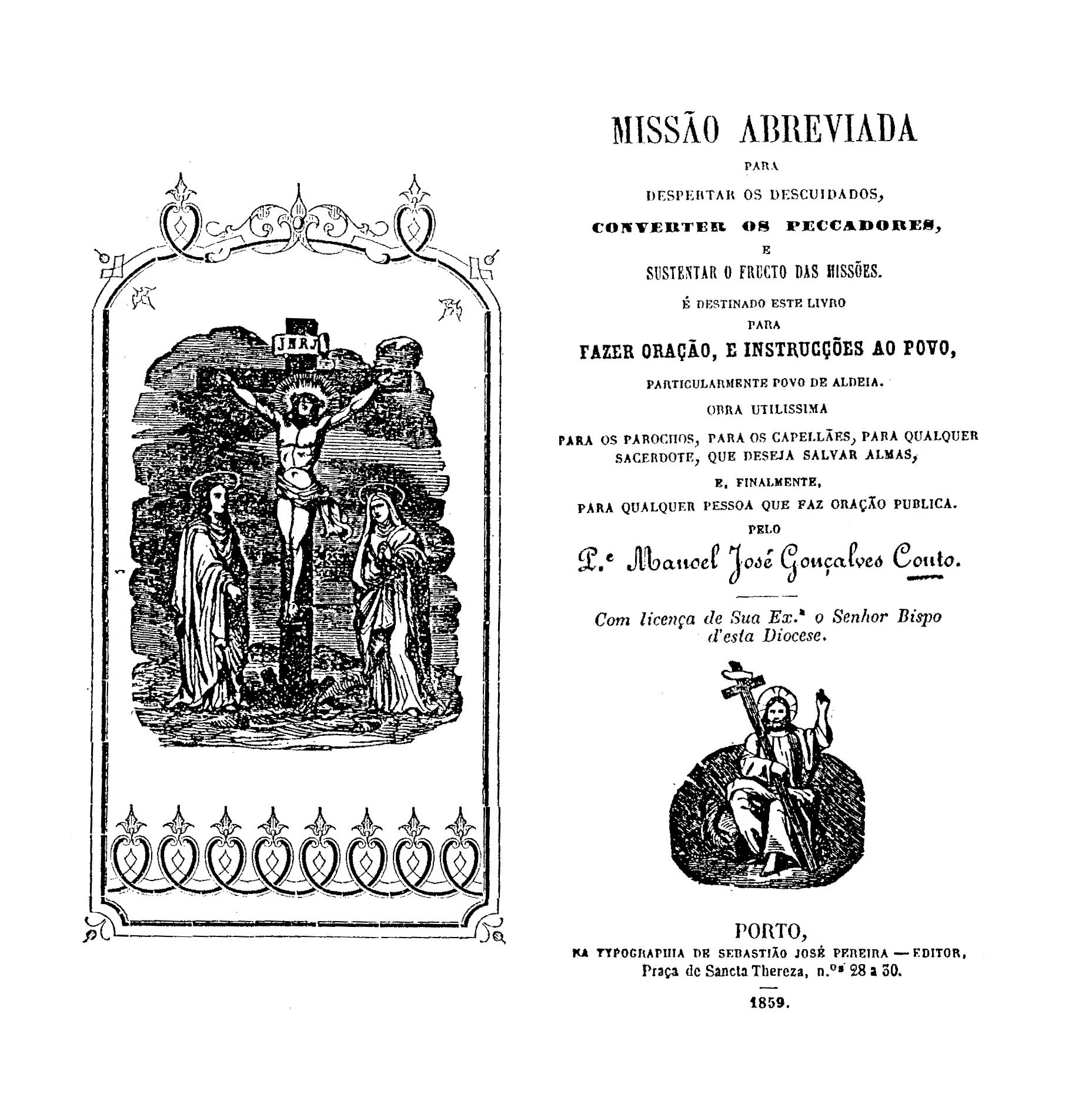
Première édition de Missão Abreviada (page de titre et frontispice de la page précédente).

Les missions populaires étaient destinées à apporter une réponse possible à l’ignorance religieuse que Manuel Couto découvrait dans les différents lieux qu’il visitait. Il avait le don de percevoir les besoins des personnes simples, et savait donner des réponses aux interrogations implicites et explicites qu’on lui adressait. Pour rendre l’action des missions plus efficace, et pour qu’elles portassent plus loin, jusqu’à des lieux ou ni lui ni ses autres compagnons ne pourraient jamais aller prêcher, il eut l’idée d’écrire un livre.
Ainsi entreprit-il, à partir de son engagement dans la prédication itinérante, et s’appuyant sur la réalité de la vie avec laquelle il était sans cesse en contact, de rédiger, dans le temps qui lui était accordé entre les missions, un ouvrage qui, en offrant à celles-ci une continuité et un prolongement, fût à même de pérenniser le fruit des prédications, au-delà de la seule durée des missions. Ainsi vit le jour la Missão Abreviada, volume de près de mille pages, qui eut sa première édition en 1859, chez l’éditeur Sebastião José Pereira à Porto.
Ne songeant qu’au « bien spirituel des âmes », ainsi qu’il avait coutume de dire, il se refusait de bénéficier matériellement de son ouvrage, comme en témoigne son éditeur : 

« Il est de mon devoir de déclarer que le R.P. Couto m’a offert le manuscrit pour que je le publie à mon compte, sous la seule condition de lui en donner trois ou quatre exemplaires, lui-même renonçant à tout bénéfice qu’il pourrait recueillir de cette publication, car son principal dessein était de répandre partout les doctrines de son livre. »

— Sebastião José Pereira, éditeur.
Il mit le plus grand soin à réviser chacune des 14 éditions de son ouvrage, supprimant çà et là des passages, en ajoutant d’autres, mais sans modifier ni la substance ni la structure de l’ensemble. Sa préoccupation fut toujours de rester accessible à toute personne, aussi humble fût-elle.
Le père Couto eut, principalement à travers sa Missão Abreviada, une influence considérable sur la manière portugaise de vivre le christianisme.

## Ouvrages
- Missão Abreviada
- Additamento
- A Incredulidade Confundida ou Provas da Religião Christã